# Tim Kang
Tim Kang, född 16 mars 1973 i San Francisco, Kalifornien, är en amerikansk skådespelare som spelar Kimball Cho i den amerikanska TV-serien The Mentalist.